# 1924年パリオリンピックのイギリス選手団
1924年パリオリンピックのイギリス選手団（1924ねんパリオリンピックのイギリスせんしゅだん）は、1924年5月4日から7月27日にかけてフランスの首都パリで開催された1924年パリオリンピックのイギリス選手団、およびその競技結果。

## 概要
今大会は金メダル9個、銀メダル13個、銅メダル12個の合計34個のメダルを獲得した。
陸上競技では、男子100mでハロルド・エイブラハムス、男子400mでエリック・リデルがそれぞれ金メダルを獲得した。2人の活躍は1981年に炎のランナーとして映画化され第54回アカデミー賞作品賞を受賞した。

## メダル
| メダル | 選手名                                                                                  | 競技   | 種目             |
| ------ | --------------------------------------------------------------------------------------- | ------ | ---------------- |
| 金     | ハロルド・エイブラハムス                                                                | 陸上   | 男子100m         |
| 金     | エリック・リデル                                                                        | 陸上   | 男子400m         |
| 金     | ダグラス・ロウ                                                                          | 陸上   | 男子800m         |
| 銀     | ゴードン・グッドウィン                                                                  | 陸上   | 男子10km競歩     |
| 銀     | ハロルド・エイブラハムス ウォルター・レンジリー ウィリアム・ニコル ランスロット・ロイル | 陸上   | 男子4×100mリレー |
| 銀     | バートラム・マクドナルド ハリー・ジョンストン ジョージ・ウェバー                        | 陸上   | 男子3000m団体    |
| 銀     | シリル・オルデン                                                                        | 自転車 | 男子50kmレース   |
| 銀     | キティ・マッケイン                                                                      | テニス | 女子シングルス   |
| 銅     | エリック・リデル                                                                        | 陸上   | 男子200m         |
| 銅     | ガイ・バトラー                                                                          | 陸上   | 男子400m         |
| 銅     | ヘンリー・スタラード                                                                    | 陸上   | 男子1500m        |
| 銅     | マルコム・ノークス                                                                      | 陸上   | 男子ハンマー投   |
| 銅     | エドワード・トムズ ジョージ・レンウィック リチャード・リプリー ガイ・バトラー           | 陸上   | 男子4×400mリレー |
| 銅     | ハリー・ウィルド                                                                        | 自転車 | 男子50kmレース   |
| 銅     | フィリス・コベル キティ・マッケイン                                                     | テニス | 女子ダブルス     |
| 銅     | イブリン・コリヤー ドロシー・シェパード＝バロン                                         | テニス | 女子ダブルス     |